# Campo Santo (entreprise)
Pour les articles homonymes, voir Campo Santo.
Campo Santo Productions LLC est un développeur de jeux vidéo américain basé à Bellevue, Washington. Fondé le 18 septembre 2013 par Sean Vanaman, Jake Rodkin, Nels Anderson et Olly Moss, le studio est surtout connu pour son premier titre, Firewatch (2016).

## Historique
Le studio est surtout connu pour son premier titre, Firewatch sorti en 2016 et vendu à plus d'un million d'exemplaires en décembre 2016.
En 2017, Campo Santo révèle par le biais d'une bande-annonce développer In the Valley of Gods, un jeu situé en Égypte et dont la sortie serait prévue pour 2019. Après que la société est acquise par l'éditeur Valve en avril 2018, le développement du titre est cependant mis en suspens. En novembre 2019, des internautes découvrent que des membres du studio ont retiré toute mention du jeu de leur profil public sur le réseau social Twitter ; l'inquiétude de leurs fans pousse le cofondateur de Campo Santo, Jake Rodkin, à confirmer que le développement d'In the Valley of Gods est mis en pause et que les employés du studio travaillent désormais sur d'autres productions de Valve, dont Half-Life: Alyx et Dota Underlords.

## Ludographie
| Titre                 | Date de sortie | Type              | Plates-formes                                                   |
| --------------------- | -------------- | ----------------- | --------------------------------------------------------------- |
| Firewatch             | 2016           | Walking simulator | Windows, Linux, macOS, PlayStation 4, Xbox One, Nintendo Switch |
| In the Valley of Gods | 2029,          | Walking simulator | Windows, Linux, macOS                                           |